# 鼠李目

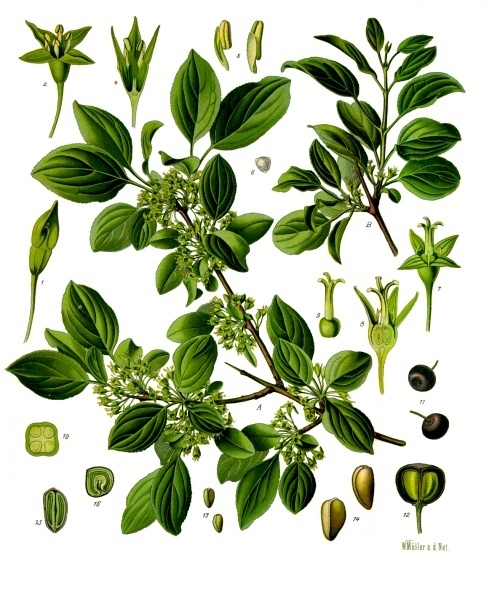
药鼠李 Rhamnus cathartica

鼠李目（Rhamnales）是克朗奎斯特分类法下的一個植物目級分類元，属于双子叶植物纲薔薇亞綱，包括三科。APG III分类法中不再承認鼠李目，葡萄科被獨立為葡萄目，另外鼠李科及火筒樹科則被併入薔薇目。

## 科
- 鼠李科 Rhamnaceae：現歸薔薇目
- 火筒樹科 Leeaceae：現歸薔薇目
- 葡萄科 Ampelidaceae：現歸葡萄目（Vitales）
- Leeaceae：現歸葡萄目葡萄科

## 外部連結
维基共享资源上的相關多媒體資源：鼠李目